# The Structure of Liberty
The Structure of Liberty (La estructura de la libertad) es un libro del teórico del derecho Randy Barnett, que ofrece una teoría libertaria de la ley y la política. Barnett llama a su teoría La concepción liberal de la justicia, haciendo hincapié en la relación de entre el libertarismo jurídico y el liberalismo clásico. 
Barnett sostiene que la adjudicación y la ejecución privada de la ley, con las fuerzas del mercado eliminando las ineficiencias y las desigualdades, es el único sistema legal que puede ofrecer soluciones adecuadas a los problemas de interés, poder y conocimiento. Barnett utiliza el término "orden constitucional policéntrico" para definir el anarcocapitalismo en su argumento a favor de esta filosofía.

## Problemas en la interacción humana
El argumento de Barnett para la concepción liberal se centra en tres problemas de la interacción humana: 
- El problema del conocimiento; cada uno tiene sus propios conocimientos acerca de sus propios intereses y su situación, y acerca de cómo los recursos pueden ser mejor utilizados.
- El problema del interés; que cada individuo tiene sus propios intereses que pueden ser coordinados a través de la creación de derechos de propiedad descentralizados.
- El problema del poder; puesto que aquellos que tienen el poder de imponer castigos serán parciales a sus propios intereses, es probable que se abuse del poder de castigar o de utilizar la fuerza para obligar a la restitución.

Barnett sostiene que cada uno de estos problemas deben ser resueltos para que las personas puedan alcanzar su felicidad en condiciones de paz social. 

## La concepción liberal de la justicia
Barnett sostiene que estos los problemas del conocimiento, el interés y el poder pueden ser mejor resueltos por una forma de organización social que respete la concepción liberal de la justicia. La concepción liberal tiene cinco elementos: 
- Los derechos de propiedad, definido como los derechos a adquirir, poseer, usar, y disponer de los escasos recursos físicos.
- El derecho a adquirir la propiedad a través de la primera posesión.
- El derecho a la libertad de contrato, que especifica que el consentimiento del titular del derecho es necesario (la libertad desde contrato) y suficiente (la libertad para contratar) para la transferencia de los derechos de propiedad enajenables.
- El derecho de restitución, que exige que uno que viola los derechos de los demás debe indemnizar a la víctima.
- El derecho de legítima defensa.

Barnett sostiene que la concepción liberal de la justicia puede mejor ser realizada por un orden constitucional policéntrico, que sustituya con policía y mecanismos de solución de controversias privados en vez de aquellos del Estado.